# Rafael Closas i Cendra
Rafael Closas i Cendra   (Barcelona, 1895 - Barcelona, 1956) fou un advocat i polític català.

## Biografia
Fill de Rafael Closas i Vives i de Josefa Cendra i Rexach. Casat amb Teresa Lluró i Gutierrez, pares de l'actor Albert Closas i Lluró.
A la Lliga Regionalista fou membre de la Secció juvenil i de la Joventut Nacionalista. Juntament amb d'altres elements dissidents de la Joventut Nacionalista, fou membre de la comissió executiva que promogué la Conferència Nacional Catalana celebrada a Barcelona el 4 i 5 de juny de 1922, d'on sorgí Acció Catalana, partit al que es va afiliar. Va ser un dels advocats defensors dels acusats pel Complot del Garraf, l'any 1925. Col·laborà a La Publicitat i a Revista de Catalunya.
El 26 de setembre de 1936 durant la Guerra Civil fou nomenat conseller sense cartera del govern de la Generalitat de Catalunya, càrrec que va ocupar fins el17 de desembre del 1936. En acabar la guerra civil espanyola s'exilià a França, però tornà a Barcelona el 1945.